# Marzanna Helbik
Marzanna Helbik, z d. Ulidowska (ur. 11 września 1961) – polska lekkoatletka, specjalizująca się w biegach długich, medalistka mistrzostw Polski, reprezentantka Polski.

## Kariera sportowa
Była zawodniczką Unii Hrubieszów (do 1980), Orkana Poznań (1981-1984), Górnika Zabrze (od 1985) i Kolejarza Katowice (w latach dziewięćdziesiątych).
Reprezentowała Polskę na mistrzostwach Europy w 1994, gdzie zajęła 28. miejsce w maratonie, z czasem 2:42.14.
W 1979 została mistrzynią Polski juniorek w biegu na 3000 m. Na mistrzostwach Polski seniorek zdobyła siedem medali, w tym dwa srebrne (w 1991 w maratonie i w 1995 w półmaratonie) oraz pięć brązowych (w biegu na 3000 m w 1981, 1982, 1984 i 1986 oraz w półmaratonie w 1994). 
Ukończyła studia na Wydziale Leśnym Akademii Rolniczej w Poznaniu, od 2001 pracuje w Miejskim Ośrodku Rekreacji i Sportu w Pszczynie, w listopadzie 2013 została trenerem reprezentacji Polski juniorek w biegach średnich.
Jej mężem jest lekkoatleta Joachim Helbik.
Rekordy życiowe:
- 800 m – 2:06,06 (16.08.1982)
- 1500 m – 4:15,54 (08.06.1984)
- 3000 m – 9:08,74 (27.06.1986)
- 5000 m – 16:17,52 (03.06.1986)
- 10000 m – 34:42,42 (04.08.1991)
- półmaraton – 71:08 (13.03.1994) - był to wynik lepszy od rekordu Polski, ale nie mógł zostać uznany z uwagi na przebieg trasy[8]
- maraton – 2:32.22 (9.02.1997)